# Station Caussade
Station Caussade is een spoorwegstation in de Franse gemeente Caussade.